# Santa Cruz Cabrália
Santa Cruz Cabrália, offiziell Município de Santa Cruz Cabrália, ist eine brasilianische Küstenstadt nördlich von Porto Seguro im Bundesstaat Bahia. Der Ort hatte 26.264 Einwohner bei der Volkszählung 2010 die Santa-Cruzenser genannt werden und auf einer Gemeindefläche von rund 1463 km² leben. Sie liegt in der Touristenregion Costa do Descobrimento.

## Geschichtlicher Hintergrund
In unmittelbarer Nähe von Santa Cruz Cabrália landete im April 1500 der portugiesische Seefahrer und Eroberer Pedro Álvares Cabral. Cabral gilt als Entdecker Brasiliens und nannte das Land zunächst Ilha de Vera Cruz (Insel des wahren Kreuzes) oder Terra de Vera Cruz (Land des wahren Kreuzes), später wurde es in Terra da Santa Cruz (Land des Heiligen Kreuzes) umbenannt. Der Seefahrer Gonçalo Coelho, Kommandant der zweiten portugiesischen Expedition nach Brasilien, ließ nach der Landung in der Bucht Cabrália am Nordufer der Mündung des Rio Mutari im Jahre 1503 die ersten Missionare, Abenteurer und Sträflinge an Land. 80 Jahre später wurde die Siedlung Santa Cruz auf ein Plateau an der Mündung des Rio João de Tiba verschoben, dem aktuellen historischen Zentrum. Hier waren die Siedler gegen die häufigen Angriffe der Ureinwohner besser zu schützen.
Santa Cruz Cabrália wurde nach portugiesischer Tradition auf zwei Ebenen gebaut. Der Ort besteht aus zwei Teilen, der Unterstadt mit einem kleinen Hafen für Fischfang und Touristenboote und die historische Oberstadt mit der Kapelle Igreja de Nossa Senhora da Conceição aus dem 17. Jahrhundert. An dieser Stelle soll am 26. April 1500 die erste Messe auf brasilianischem Boden zelebriert worden sein. Bis heute erhalten sind das historische Gefängnis aus dem 18. Jahrhundert sowie Ruinen der ersten von Jesuiten erbauten Gebäude.
Das Fest der Schutzpatronin findet jedes Jahr vom 29. November bis zum 8. Dezember in der Kirche Mariä Empfängnis, in der Altstadt von Santa Cruz Cabrália, statt. Am Abend vor dem Fest und in der Dämmerung am Morgen gibt es ein Feuerwerk. Anschließend wird eine feierliche Messe gefeiert, gefolgt von einer Prozession, in der ein Bild der Maria durch die Straßen der Stadt getragen wird.
Am 9. Mai 1833 erhielt der Ort die Kategorie vila und nannte sich offiziell Vila de Santa Cruz bis er 1933 in Santa Cruz Cabrália umbenannt wurde. Die Stadtrechte erhielt der Ort am 30. März 1938.

## Naturschutzgebiet und Strände
Die größte Attraktion der Umgebung von Santa Cruz Cabrália sind die weißen Sandstrände und die relativ unberührte Küstenvegetation. Ausflüge mit dem Boot auf dem Fluss Rio João de Tiba führen zu den Flussstränden von Santo André, welche zum Naturschutzgebiet von Guaiu und Santo Antônio gehören. Hier findet man auch große Kokosplantagen, die an der Straße zum Ort Belmonte liegen (ca. 50 km von Santa Cruz Cabrália entfernt). Der Nachbarort Belmonte stellt die natürliche Trennung zwischen der Kakaoküste von Ilhéus und dem Gebiet der Strände um Porto Seguro und Santa Cruz Cabrália dar.
Eine weitere touristische Attraktion ist der naheliegende Strand von Coroa Vermelha. Hier verkaufen die indigenen Ureinwohner der Stämme Pataxó, Itambé, Saracura und Ipê ihre Produkte und Andenken.

## WM-Quartier der deutschen Nationalmannschaft
Der Deutsche Fußball-Bund schlug 2014 sein WM-Quartier im Ortsteil Vila de Santo André auf. Die Nationalspieler bewohnten eine neu gebaute Ferienanlage mit 14 Häusern mit dem Namen Campo Bahia, die von einem deutschen Unternehmen erstellt wurde. Ein Trainingsplatz war in unmittelbarer Nähe neu gebaut worden.